# Пам’ятник Юліану Назараку
Пам'ятний знак хорунжому Українських Січових стрільців, поету і художнику Юліану Назараку — пам'ятний знак хорунжому Українських Січових Стрільців, поету і художнику Юліану Назараку, встановлений у с. Черкавщина Чортківського району на Тернопільщині. Щойно виявлена пам'ятка історії в Україні, охоронний номер 3331.
Розташований на вулиці Надрічній.

## Відомості
З ініціативи уродженця села Михайла Скрипника 24 серпня 2014 року було споруджено та освячено пам'ятник землякові.